# نيكا كوستا
دومينيكا " نيكا " كوستا (مواليد 4 يونيو 1972) هي مغنية أمريكية تجمع موسيقاها بين موسيقى البوب والسول والبلوز . بدأت مسيرتها كمغنية أطفال في أوائل الثمانينيات. هي ابنة المنتج الموسيقي دون كوستا .